# Соломченко Олексій Григорович
Олексі́й Григо́рович Соло́мченко (6 червня 1920, Казимирівка — 7 травня 2002, Косів) — український мистецтвознавець і педагог; член Спілки радянських художників України з 1964 року та Національної спілки майстрів народного мистецтва України з 1998 року. Заслужений працівник культури України з 1996 року. Лауреат премії імені Юрія Шкрібляка за 1993 рік.

## Біографія
Народився 6 червня 1920 року в селі Казимирівці (нині Горохове Обухівського району, Київської області, Україна). Протягом 1936—1940 років навчався в Одеському художньому училищі, був учнем Євгена Буковецького, Михайла Жука, Данила Крайнєва. Брав участь у німецько-радянській війні. Був членом КПРС.
У лютому 1945 року комітетом у справах мистецтв направлений на роботу в місто Косів Станіславської області. Цього ж року призначений на посаду директора Косівського училища прикладного мистецтва, на якій працював до 1962 року; далі працював викладачем, науковим консультантом. 1956 року закінчив Інститут живопису, скульптури та архітектури імені Іллі Рєпіна в Ленінграді, де навчасвся у Михайла Доброклонського, Авраама Каганович; у 1960 році — аспірантуру Інституту мистецтвознавства, фольклору та етнографії АН УРСР, був учнем Якова Затенацького, Бориса Бутник-Сіверського.
У 1980-х роках залишив викладацьку діяльність і повністю присвятив себе музейній справі і науковій діяльності. Ще на посаді директора училища у 1945 році заснував при ньому музей, у 1970 році був одним із організаторів Косівського музею народного мистецтва та побуту Гуцульщини, а також у 1971—1974 роках Музею архітектури та побуту в урочищі «Три сосни».
Мешкав у Косові в будинку на вулиці Піонерській, № 2, квартира № 1 та у будинку на вулиці Шкільній, № 215. Помер у Косові 7 травня 2002 року.

## Наукова діяльність
Працював у галузях мистецтвознавства та художньої критики. Опублікував понад 1020 наукових праць, розвідок і повідомлень про народне мистецтво Гуцульщини, Покуття і Прикарпаття, зокрема кілька монографічних досліджень. Серед них:
- «Народне мистецтво Гуцульщини та його майстри» (1960);
- «Різьбяр Микола Грепіняк» / «Народна творчість та етнографія», 1961;
- «Різьбяр Іван Балагурак» / «Народна творчість та етнографія», 1961;
- «Орнамент писанок Прикарпаття» / «Народна творчість та етнографія», № 3, 1964;
- «Народні таланти Прикарпаття» (1967);
- «Писанки українських Карпат» (2004).

Значну кількість праць про митців Гуцульщини протягом 1960–2000 років опублікував на сторінках обласних та районних газет «Прикарпатська правда», «Радянська Гуцульщина», «Гуцульський край», «Голос Покуття». 
Праці науковця зібрані у виданому у 2010 році «Бібліографічному покажчику праць Олексія Соломченка» (упорядник Марія Гринюк).